# Joachim Nikolas Eggert
Joachim Nicholas Eggert (Gingst, Rügen, 22 de febrero de 1779 - 14 de abril de 1813) fue un compositor y director de orquesta sueco. 

## Biografía
Nació en Gingst, Rügen, entonces parte de la Pomerania sueca. Desde niño recibió lecciones de violín. En Stralsund continuó sus estudios de violín y composición. A fines del siglo XIX estudiaba teoría musical en Brunswick como en Gotinga con Johann Nikolaus Forkel. En 1802 obtuvo su primer empleo como a kapellmeister en el teatro de la corte de Schwerin. Luego fue nombrado violinista en la Orquesta Real de la Corte de Suecia. Vinieron después sus primeros encargos de composiciones. En 1807 tuvo lugar su nombramiento como miembro de la Academia Real de Música de Suecia; en el mismo año hizo su debut como director. Entre 1808 a 1812 trabajó como Hofkapellmeister (maestro de capilla de la corte) de la Orquesta Real de la Corte. Murió joven, a los 34 años, de tuberculosis en Thomestorp, Östergötland, Suecia. 

## Aporte
Sus composiciones abarcan principalmente obras instrumentales como óperas, cantatas, dramas musicales y sinfonías. Compuso la mayoría de éstos para la Orquesta de la Corte. Introdujo elementos del clasicismo vienés a la cultura musical sueca. En el contexto de su actividad como kapellmeister presentó por primera vez obras de Beethoven en los escenarios de concierto de una orquesta sueca. Fue el director de los estrenos de Las Estaciones de Haydn además de La flauta mágica de Mozart en sueco.
Es destacado por haber introducido por primera vez en la orquesta de la sinfonía clásica al trombón (en su Sinfonía nº 3), adelantándose meses a la Quinta Sinfonía de Beethoven. No se sabe si Beethoven la llegó a escuchar o conocer.

## Obras
Sus composiciones abarcan principalmente obras instrumentales como óperas, cantatas, dramas musicales y sinfonías. 

### Óperas
- Die Mauren in Spanien
- Svante Sture och Märta Leijonhufvud

### Sinfonías
- Sinfonía nº 1 en Do menor
- Sinfonía nº 2 en Do mayor
- Sinfonía nº 3 en Mi bemol mayor
- Sinfonía nº 4 “Skjöldebrand” en sol menor

## Enlaces
- Notas y grabaciones en http://www.allmusic.com/

- Joachim Eggert Authenticating the Premiere Performance of his E-Flat Symphony, artículo en inglés sobre la Sinfonía n.º 3 de Eggert.

- Página con varios datos de Eggert y su Sinfonía n.º 3.

- Datos: Q70158